# Монастырь Святой Троицы (Эгина)
Монастырь Святой Троицы, также именуется Монастырь святого Нектария (греч. Ιερά Μονή Αγίας Τριάδος, греч. Ιερά Μονή Αγίου Νεκταρίου) — греческий православный женский монастырь, расположенный на острове Эгина, Греция. Находится в 6 километрах от портового города Эгина. Современный монастырь основан в 1904 году бывшим митрополитом Пентапольским, святителем Нектарием Эгинским, мощи которого находятся в монастыре.

## История
В средние века на месте современного монастыря находился монастырь Живоносного источника, основанный, по преданию, преподобной Афанасией в X веке.
В 1904 году этот заброшенный монастырь для своих духовных дочерей решил возобновить святитель Нектарий Эгинский, работавший в то время директором Ризарийской богословской школы в Афинах.
В марте 1908 года святитель Нектарий оставил пост директора школы и переехал в основанный им монастырь. Он своими руками помогал рабочим в строительстве монастыря: носил камни и выполнял земляные работы.
2 июня 1908 года был открыт монастырский храм в честь Святой Троицы. Насельницами обители стали духовные дочери Нектария, стремившиеся к монашеской жизни. Святитель Нектарий проживал в небольшом доме вблизи монастыря в течение 12 лет почти до своей кончины, последовавшей в 1920 году, и был похоронен рядом с монастырским храмом.
В 1924 году произошло официальное признание монастыря архиепископом Афинским Хризостомом I (Пападопулосом). В 1935 году часть монахинь монастыря была переведена в ставший женским монастырь Богородицы Хрисолеонтисса.

## Описание монастыря
Небольшой храм монастыря состоит из двух приделов: основного — в честь Святой Троицы и примыкающего к нему придела в честь Святого Нектария, в котором находятся его мощи. Глава святителя находится в серебряной митре, а другие основные части его мощей расположены рядом в серебряном ковчежце.
Рядом с церковью находится маленькая часовня с бывшей гробницей Нектария, около которой стоит посаженная им сосна. Сообщается, что если приложить ухо к гробнице, то можно услышать стук. Также рядом находится источник святого Нектария.
Позади часовни находится дом, в котором жил святитель Нектарий. В келье святителя стоит его кровать. Также в доме имеются письменный стол святого Нектария, его ризы и предметы повседневного быта.

## Новый храм святого Нектария
У подножья холма, на котором находится монастырь, расположена церковь святого Нектария, одна из крупнейших в Греции. Церковь была основана 16 декабря 1973 года, её торжественное открытие состоялось в мае 1994 года.
Площадь храма составляет около 635 м², хоры — 530 м².
В храме, в дальней правой часовне, в серебряной раке находится десница святого Нектария.